# 3-я Песчаная улица
Третья Песча́ная улица — улица в Северном административном округе города Москвы на границе района Сокол и Хорошёвского района.

## Положение улицы
Улица расположена между Песчаной площадью и проездом Берёзовой Рощи. Нумерация домов начинается от проезда Берёзовой Рощи

## История

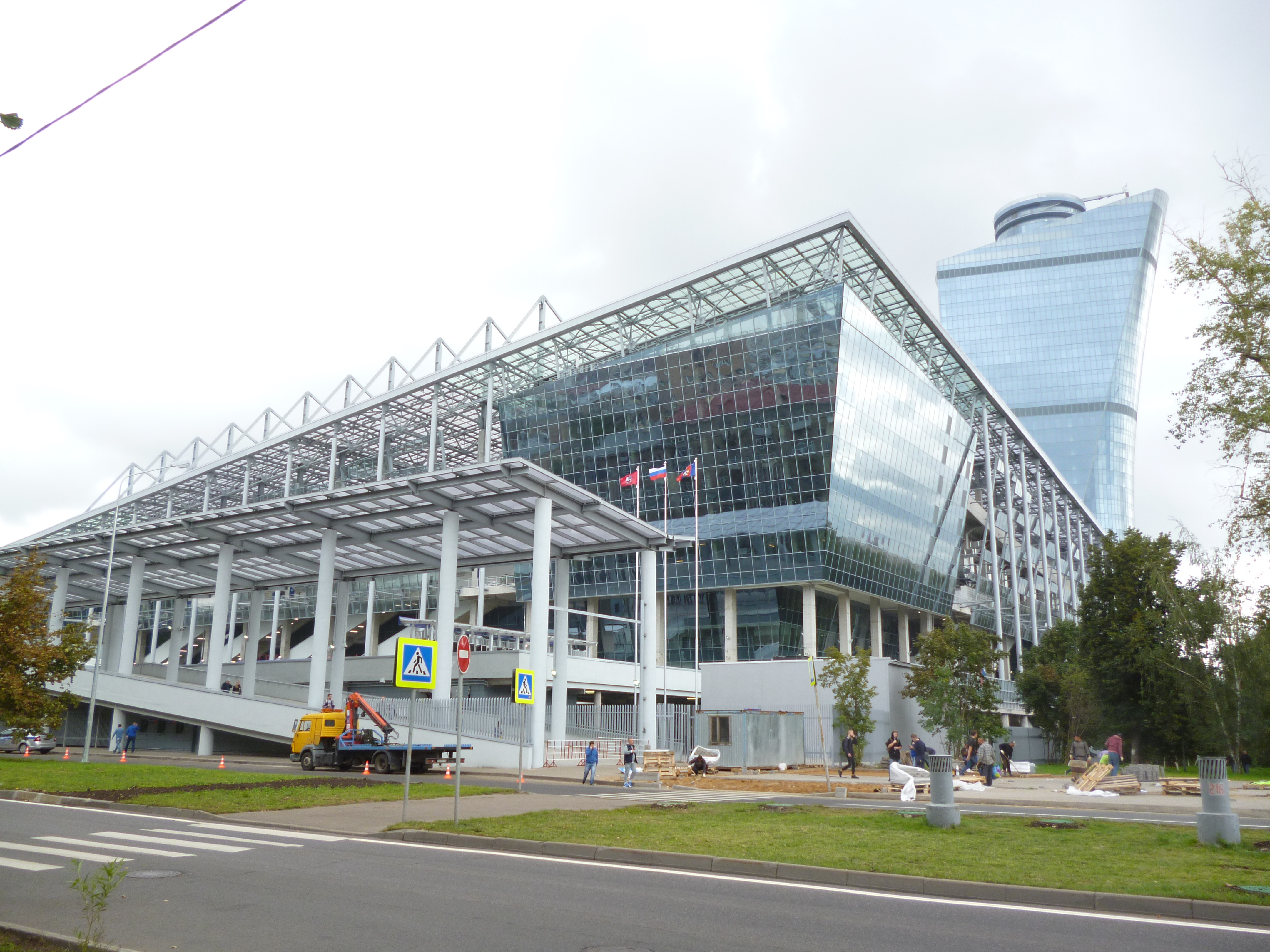
Стадион ЦСКА со стороны 3-й Песчаной ул.

Улица появилась конце 1940-х — начале 1950-х годов во время застройки района Песчаных улиц между Песчаной площадью и 2-й Песчаной улицей. На чётной стороне улицы возник обширный квартал сталинских домов.
К началу 1960-х годов на 3-й Песчаной улице появилась первая в СССР детская кольцевая автотрасса длиной 2,3 км. Там дети 5-7-х классов обучались правилам дорожного движения и вождению.
В 1961 году на 3-й Песчаной улице был построен стадион футбольного клуба ЦСКА на 10 тыс. зрителей (снесён в 2007 году, на его месте построена новая арена). В 2005—2007 годах в связи с застройкой Ходынского поля была проведена реконструкция 3-й Песчаной улицы. В результате реконструкции улица была продлена до пересечения с проездом Берёзовой рощи и расширена до 2-х полос в обе стороны движения. Посередине проезжей части была организована разделительная полоса с зелёными насаждениями; таким образом, улица фактически превратилась в бульвар.
В 2016 году на 3-й Песчаной улице был построен новый стадион ЦСКА на 30 тыс. зрителей.
Утверждённый в 2016 году проект планировки ТПУ Зорге (Новопесчаная) предусматривает, что 3-я Песчаная улица будет продлена на запад, пересечёт Окружную железную дорогу и соединится с улицами Бирюзова и Берзарина.

## Происхождение названия
Улица получила своё название 17 ноября 1948 года по характеру грунта, по аналогии с 1-й и 2-й Песчаными улицами.

## Транспорт

### Наземный транспорт
- Остановка «Песчаная площадь»:

Автобусы: 175, 318, 818
- Остановка «3-я Песчаная улица»:

Автобусы: 175, 318, 818

### Железнодорожный транспорт
- Зорге
- Аэропорт